# Gund
Gund is een muziekalbum van de Nederlandse muziekgroep Beequeen. Het werd uitgegeven in 2003, maar bevat muziek die al in 1998 (tracks 1-5) is opgenomen.
De eerste vier tracks waren opgenomen voor een single van Herzlion Records, die nooit verschenen is. Zij laten de typische beequeenambient horen van rond die tijd. Zo wordt For Daniel in the Lion’s Mouth gevormd door een zeer lange drone, die vergezeld wordt van een in toonhoogte oplopende andere drone. De twee laatste tracks vormen (ook qua geluid) een apart deel. Het basismateriaal werd voor tracks 5 aangeleverd door de Japanse noiseband MSBR en Beequeen bewerkte dat. Tracks 6 is de omgekeerde wereld. MSBR bewerkte aangeleverd materiaal van Beequeen in oktober 2001.
Het album is voor het grootste gedeelte in Den Haag opgenomen, track 5 in Nijmegen en track 6 in Japan. Het verscheen in een oplage van 500 stuks in een soort kaftpapier-, dan wel behangmotief, dat volledig bestaan uit Teddybeertjes.

## Musici
- Freek Kinkelaar, Frans de Waard – elektronica

## Composities
1. For Daniel in the Lion’s Mouth (9:11)
2. I’ll Call You Claude (6:17)
3. Wandatta (7:32)
4. Virginia’s 42 Planes (3:38)
5. Achterland (10:17)
6. RMX WK 2001.10.30 (6:57)